# Carbonització

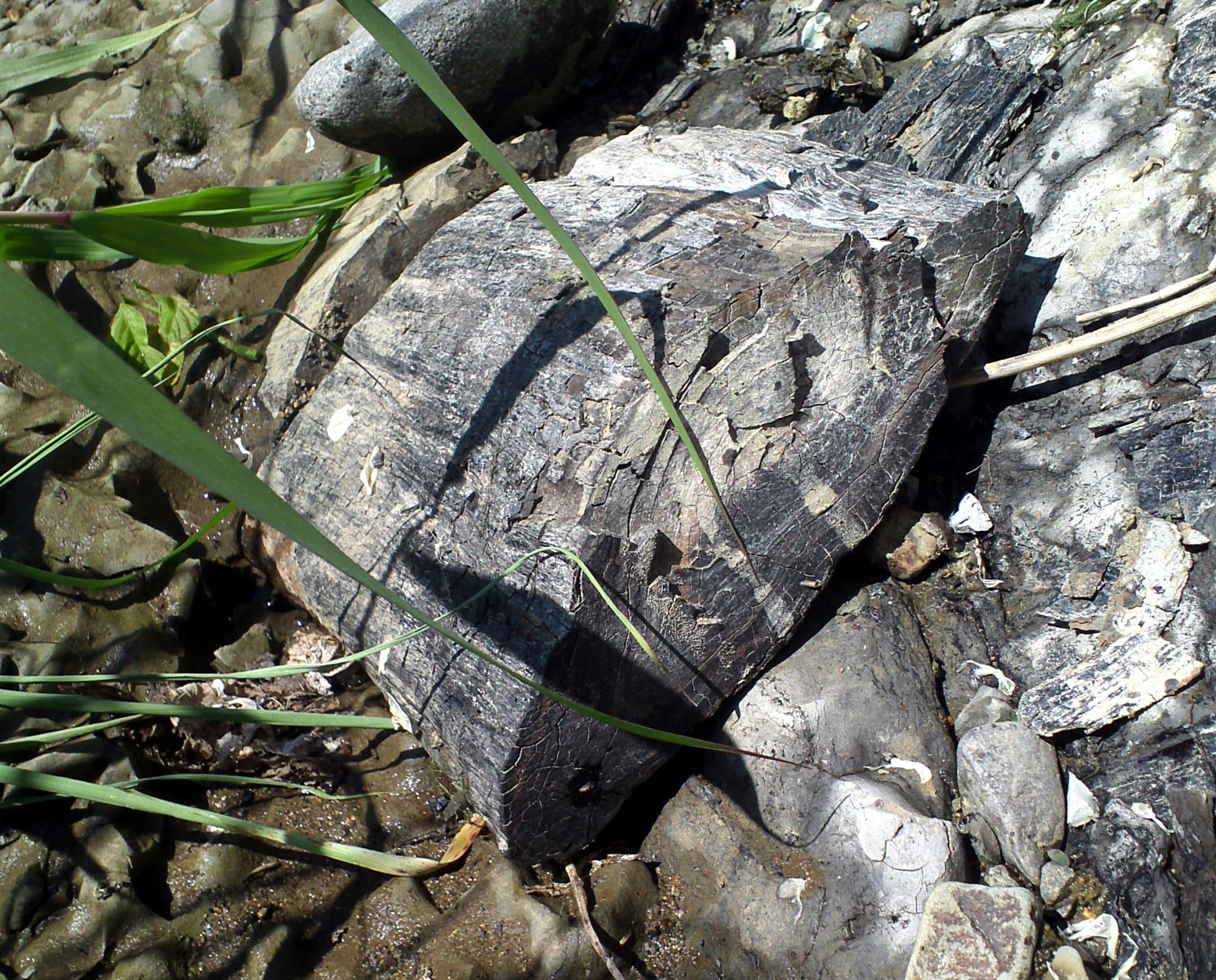
Fusta carbonitzada

La carbonització és una piròlisi extrema que té per objectiu reduir la matèria orgànica a carbó o bé a augmentar el contingut de carboni d'un material parcialment carbonitzat. Hom l'efectua per destil·lació seca o per combustió incompleta o, en alguns casos, per l'atac de reactius químics deshidratants, com ara l'àcid sulfúric.
Quan un biomaterial s'exposa a la calor sobtada abrasadora (com ara en el cas d'una explosió d'una bomba atòmica o el flux piroclàstic d'un volcà, per exemple), es pot carbonitzar extremadament de pressa, convertint-se en carboni sòlid. A la destrucció d'Herculà per un volcà, molts objectes orgànics com ara mobles estaven carbonitzats per la intensa calor.
En un estudi, la carbonització s'utilitza per crear un nou catalitzador per a la generació de biodièsel a partir d'etanol i àcids grassos. El catalitzador va ser creat per la carbonització de sucres simples com ara glucosa i sacarosa. Els sucres es van processar durant 15 hores a 400 °C sota un flux de nitrogen a un residu negre de carboni consistent en una barreja complexa de fulles policícliques aromàtiques de carboni. Aquest material es va tractar a continuació amb àcid sulfúric, funcionalitzant les fulles amb sulfonite, carboxil i els llocs d'hidroxil catalítics. El rendiment és màxim en residus carbonosos amb temperatures inferiors als 400 °C, velocitats d'escalfament baixes i llargs temps de residència, fins i tot, de dies.